# Gmina Rogowo (Powiat Rypiński)
Die Gmina Rogowo (deutsch Rogowo, 1942–1945 Ragau) ist eine Landgemeinde im Powiat Rypiński der Woiwodschaft Kujawien-Pommern in Polen. Ihr Sitz ist das gleichnamige Dorf mit etwa 600 Einwohnern.

## Geschichte
Das Gemeindegebiet gehörte politisch von 1939 bis 1945 zum Landkreis Rippin (Westpr.), Reg.Bz. Marienwerder im Reichsgau Danzig-Westpreußen.

## Gliederung
Zur Landgemeinde (gmina wiejska) Rogowo gehören 22 Dörfer (deutsche Namen bis 1945) mit einem Schulzenamt (sołectwo).
- Borowo (Borowo, 1942–1945 Bosch)
- Brzeszczki Duże (Brzeszczki Duze, 1942–1945 Bressen)
- Brzeszczki Małe (Brzeszczki Male, 1942–1945 Kleinbressen)
- Charszewo (Charszewo, 1942–1945 Karsberge)
- Czumsk Duży (1942–1945 Schmummen)
- Czumsk Mały (1942–1945 Schummenhof)
- Huta (1942–1945 Weghütte)
- Huta-Chojno
- Kobrzyniec
- Kosiory (1942–1945 Reusen)
- Lasoty (1942–1945 Lasten)
- Nadróż (1942–1945 Lichtenacker)
- Narty (1942–1945 Kufen)
- Pinino (Pinino, 1942–1945 Uhlenkamp)
- Pręczki (1942–1945 Striemen)
- Rogowo (Rogowo, 1942–1945 Ragau)
- Rogówko (1942–1945 Ragensee)
- Rojewo (Rojewo, 1942–1945 Immen)
- Ruda
- Sosnowo (Sosnowo, 1942–1945 Kieferneck)
- Świeżawy (Swiezawy , 1942–1945 Schmiedetal)
- Wierzchowiska Zalesie (1942–1945 Hügeldefe)

Weitere Ortschaften der Gemeinde sind Karbowizna (1942–1945 Kerben), Stary Kobrzyniec (Kobrzyniec Stare, 1942–1945 Köbern), Lisiny  (Lisiny  , 1942–1945 Rabenberg), Nowy Kobrzyniec (Kobrzyniec Nowy, 1942–1945 Neuköbern), Rumunki Likieckie (1942–1945 Holwege-Siedlung) und Szczerby (1942–1945 Scharten).